# Galena
La galena è un minerale, un solfuro di piombo appartenente al gruppo omonimo.
Il nome deriva dal medico della Grecia antica Galeno (II sec. a.C.).
Descritto per la prima volta da Plinio il Vecchio come minerale di piombo.
Spesso la galena contiene percentuali sensibili di argento, per questa ragione è nota anche come galena argentifera o piombo argentifero.

## Abito cristallino
Cubi, ottaedri e loro combinazioni, raramente in lamine e geminati. Concresce, a volte, con sfalerite, oppure come pseudomorfa di piromorfite. La superficie dei cristalli è spesso ruvida, a volte ricoperta da quarzo, calcite e calcopirite.

## Origine e giacitura
Si trova soprattutto in giacimenti filoniani di origine idrotermale, accompagnata da diversi tipi di ganga (ad esempio calcite, quarzo, fluorite e barite).
Quando affiora in superficie la galena si può trovare spesso alterata, per azione degli agenti atmosferici, e trasformata parzialmente in carbonati di piombo, ossidi e solfati.

## Forma in cui si presenta in natura
Si presenta in cristalli cubici di colore grigio piombo, aggregati granulari, grossolani o compatti, scheletrici o in stalattiti.

## Caratteri fisico-chimici
Malleabile, fonde molto facilmente sul carbone di legna, producendo vapori solforosi e piccole sferule malleabili. Solubile in HNO3 con separazione di zolfo e formazione di PbSO4. Nella pulitura, eventuali rivestimenti di calcite possono essere rimossi con acido acetico.

## Località di ritrovamento
Molto comune e diffusa. I più grandi depositi si trovano negli Stati Uniti (Missouri, Oklahoma, Kansas, Colorado, Utah, Idaho), in Inghilterra (Cumberland), in Australia (Broken Hill), in Germania (Erzgebirge) e in Messico (Eulalia). Grandi cristalli si trovano anche nel giacimento di Stříbro, presso Příbram, in Repubblica Ceca.
In Italia si trova a Cuasso al Monte e a Boarezzo, in provincia di Varese; in Val Calolden, in provincia di Lecco; sulle pendici del monte Civillina a Recoaro, in provincia di Vicenza; a Gorno e Dossena in provincia di Bergamo; a Raibl in provincia di Udine; a Corvara e Terlano, in provincia di Bolzano; nelle miniere di Grigna e di Argentiera ad Auronzo di Cadore; in numerose località dell'Iglesiente come Montevecchio (Arbus), Monteponi e San Giovanni (Iglesias), nella provincia del Sud Sardegna, la cui produzione superò in certi periodi l'80 % della produzione italiana,  e a Sos Enattos" di Lula (Nuoro).
Si trova anche a Stazzema, un piccolo comune ai piedi delle Alpi Apuane, più precisamente in un sito che ne prende direttamente il nome, ovvero il paese di Gallena dove si trova una miniera abbandonata scavata in epoca romana.
Altro piccolo giacimento di trova in Calabria, nei pressi di Bivongi, nella località detta "Argentera". Da tale miniera la città magnogreca di Kaulonia, estraeva il metallo (Argento) per coniare le sue monete nel 550 a C.

## Utilizzo
È il principale minerale utile per l'estrazione di piombo.
Nel passato la galena è stata estratta più per il suo contenuto di argento (soprattutto in epoca medievale quando l'argento era largamente usato per battere moneta) che per la produzione di piombo. Infatti la galena può essere associata a solfuri d'argento (Galena Argentifera) come ad esempio nella miniera di M.te San Giovanni presso Iglesias (SU), e nella già citata miniera di Bivongi.
Nel secolo scorso, prima del crollo del prezzo dell'argento, questo prezioso metallo ha assunto connotazioni economiche interessanti come sottoprodotto assai remunerativo delle miniere di galena.
La galena era anche utilizzata per costruire un primitivo tipo di diodo raddrizzatore, usato nelle ormai obsolete radio a galena.
Veniva utilizzata anche come componente per le vernici, ma già da tempo questo uso è stato abbandonato per l'alta tossicità del piombo.